# 建教合作
，是一种结合课堂教学与实际工作经验的结构化教学方法。作为教学过程的一部分，合作教育经验通常被计入学分。此种教学方法的重要意义在于帮助沒有什麼工作與社會經驗的青年學子能更全面地從学校至工作銜接，在此过程中学习與經驗是併重的，除了學習理論以外，也著重實際操作和參與過程的經驗養成。合作教学采用主动参与的方法，在平等、公平和参与决策的基础上使学生学会如何共同解决问题。通常使用的方法有：游戏，陈述观点，公平参与，分享。加拿大的滑鐵盧大學為世界上最大的建教合作大學，一學年在120個科系中有超過6700的雇主及19800實習學生。

## 各國建教合作

### 臺灣

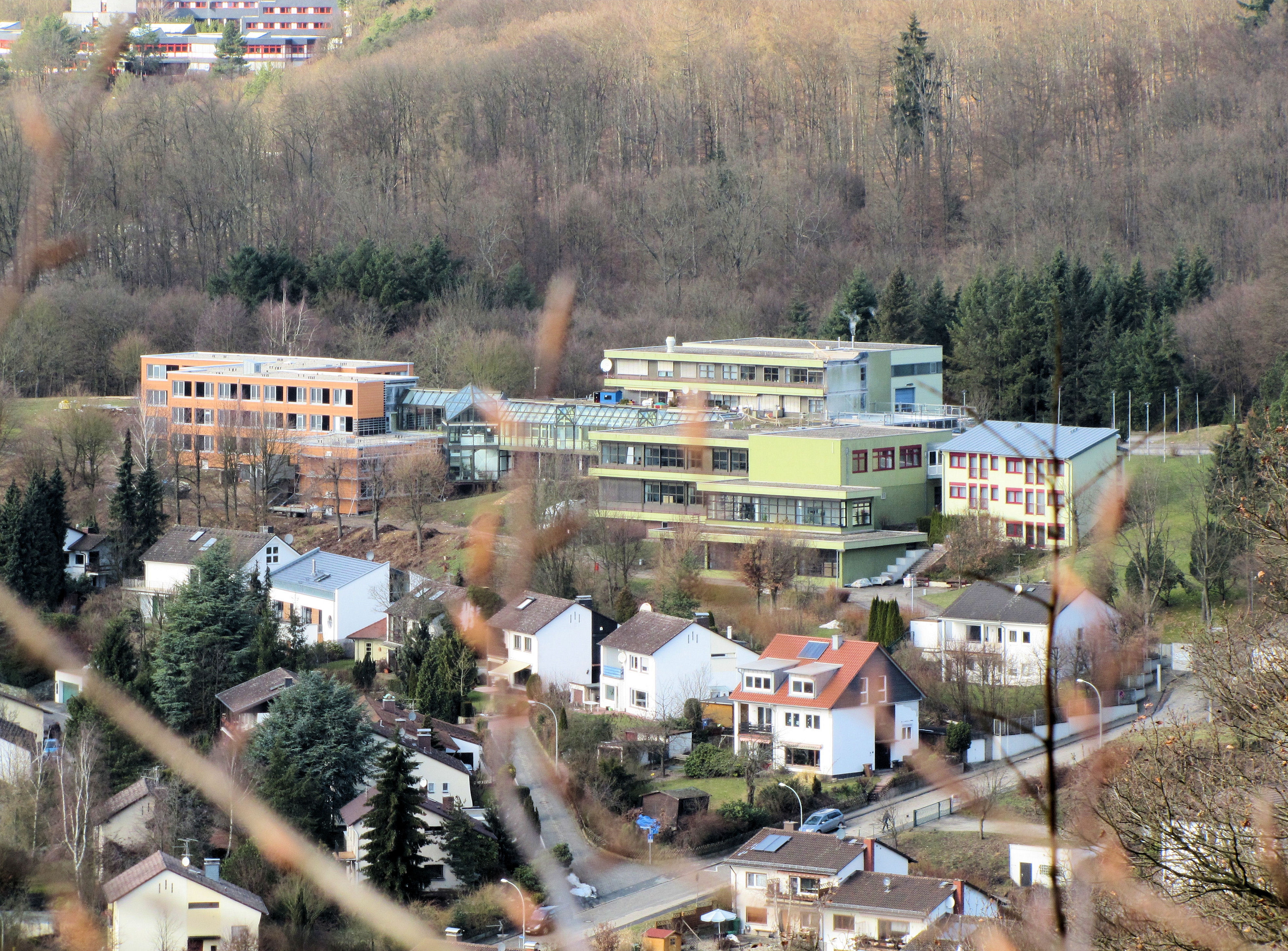
德國一間建教合作學校，學校設在一間工廠旁

建教合作指職業學校、附設職業類科或專門學程之高級中學及特殊教育學校，與建教合作事業機構合作，以培育學生職業技能為目標之機制。建教合作的學生在臺灣勞動基準法中稱為「技術生」。
建教合作教育是具有教育制度，經濟功能與社會適應的職業教育制度，整合了「教育」與「建設」兩方面的功能，由學校及事業機構雙方共同培育人才，使教育與經濟制度密切結合，是配合國家經濟發展、開發人力資源，具經濟功能的一種教育措施。職業學校主動為業界服務；而業界則提供訓練資源配合學校教育。
過去中華民國政府為因應台灣經濟建設與工商業發展之基層技術人才需求，1969年開始試辦「建教合作實驗班」，其辦理方式是學生一方面在學校修習一般科目及專業理論課程，一方面到相關行業職場工作，辦理的類科以各校設立的職業類科或學程為主，並透過廠校雙方的合作規劃，安排學生到業界職場實習、工作，並期望使學生獲得生活津貼、且習得一技之長。然而在執行上，卻常常壓榨學生、讓學生得不償失。
2004年教育部訂頒《高級職業學校建教合作實施辦法》，供各校做為辦理之依據。建教合作教育課程由「學時制」改以「學分制」修讀，學生三年修滿150學分可獲得高職畢業證書，並自2009學年度起提供建教合作班學生免學費之措施，期望能照顧建教合作教育之學生。自2010年，在台灣約仍有3.5萬建教合作班學生。

### 加拿大
- 滑鐵盧大學

### 美國
- 辛辛納提大學

## 外部連結
- 高級職業學校建教合作實施辦法 （页面存档备份，存于）

1. ↑  . Council of Ontario's Universities. Council of Ontario's Universities.   [2018-10-02]. （原始内容存档于2022-01-27）.
2. ↑  . University of Waterloo. University of Waterloo.   [2018-10-02]. （原始内容存档于2019-06-09）.